# Ківацьке
Ківа́цьке (рос. Кивацкое) — село у складі Бугурусланського району Оренбурзької області, Росія.

## Населення
Населення — 61 особа (2010; 114 у 2002).
Національний склад (станом на 2002 рік):
- росіяни — 38 %
- мордва — 36 %